# Most z 1884 roku w Toruniu
Most z 1884 roku w Toruniu – dawny most mieszczący się na placu Pokoju Toruńskiego w Toruniu, zbudowany w latach 1882–1884, odnaleziony podczas prac remontowanych 19 lutego 2018 roku.
Stalowy most wybudowano na fosie zewnętrznej dawnej kurtyny północnej wybudowanej w latach 1883–1887 i należącej do wewnętrznego pierścienia Twierdzy Toruń. Łączył obecne ulice Dobrzyńską i Skrzyńskiego z drogą prowadzącą do Fortu II (ob. Fort IV). Most był podparty na pięciu kolumnach, tworzących półkoliste ażurowe arkady. Przyczółki wykonano z cegły licowej, a zwieńczenia muru z bloków granitowych. 